# Taghit
Taghit (Arabisch: ﺗﺎﻏﻴﺖ) is een plaats en commune in het westen van Algerije, behorend tot het district Taghit, dat gelegen is in de provincie Béchar. In 2008 telde de plaats 6.317 inwoners.